# 津田聖子
津田 聖子（つだ しょうこ、1979年1月26日 - ）は、愛知県出身の女優。血液型はA型である。身長153.5cm、バスト90cm、ウェスト60cm、ヒップ87cm、足のサイズ23.5cmである。特技は名古屋弁、乗馬、お弁当の焼きそばを作ることである。

## 出演作品

### テレビ
ドラマ
- きらきら研修医 第1・2話 - 出産患者 役、第5話
- 牡丹と薔薇
- 名古屋仏壇物語
- ファイト - 川崎診療所看護師 役
- 功名が辻 - 侍女 役
- NHKスペシャル「感染爆発〜パンデミック・フルー

### 映画
- 感染列島

### バラエティ
- キャイ〜ンのギャロンパ
- くりぃむしちゅーのたりらリラ〜ン - 再現VTR出演
- 踊る!さんま御殿!! - 再現VTR出演
- 島田検定super!! - 星野ひろみ 役

### CM
テレビ
- モノマニア
- フォレスト

ラジオ
- 交通安全キャンペーン － ZIP-FM

### 舞台
アクサル公演
- 第一回公演太陽のうた
- 第二回公演ペンシル

その他
- コルチャック先生
- 悪女について

### 雑誌
- 夢212005年1月号
- 夢212006年3月号
- 月刊カメラマン2006年4月号

### その他
- 萬有製薬看護ビデオ「マナーの花束」 - 看護師 役